# Ryžik
Ryžik (Рыжик) è un film del 1960 diretto da Il'ja Abramovič Frėz.